# Бёме, Карл (политик)
Карл Бёме (нем. Karl Böhme; 17 июля 1877 года, Юра, Германия — 1940 год, Бразилия) — немецкий политик.

## Биография
Карл Бёме родился 17 июля 1877 года в Юре (недалеко от Тильзита), на востоке Пруссии, в Германии.
После обучения в гимназиях в Лике и Инстербурге изучал протестантскую теологию, экономику и историю в Страсбурге, Лейпциге и Берлине Во время учёбы вступил в Ассоциацию немецких студентов. Получил степень доктора философии в 1901 году. После работал управляющим директором в Ассоциации немецких фермеров. Во время Первой мировой войны служил в составе консультативного совета Управления по продуктовой безопасности.
Он был одним из первых членов антисемитской Немецко-социальной партии реформ (Deutschsozialen Reformpartei), но покинул её ряды в 1910 году, и, несмотря на дальнейшую политическую деятельность, оставался беспартийным до конца Германской империи. В 1918 году участвовал в основании Немецкой демократической партии (DDP), в верховном совете которой он заседал с 1919 по 1925 год. В 1925 году присоединился к Немецкой народной партии (DVP).
С 1907 до 1912 год был избран в рейхстаг от избирательного округа в Марбурге. В июле 1913 года был снова избран в парламент от избирательного округа в Магдебурге и присоединился к фракции Национал-либеральной партии. В 1919—1920 годах был членом Веймарского Национального собрания. В декабре 1924 года его снова избрали рейхстаг.
Карл Бёме умер в 1940 году в Бразилии.